# Bojanovice (district de Znojmo)
Pour les articles homonymes, voir Bojanovice.
Bojanovice (en allemand : Bojanowitz) est une commune du district de Znojmo, dans la région de Moravie-du-Sud, en République tchèque. Sa population s'élevait à 193 habitants en 2020.

## Géographie
Bojanovice se trouve à 14 km au nord-nord-ouest de Znojmo, à 52 km au sud-ouest de Brno et à 167 km au sud-est de Prague.
La commune est limitée par Jevišovice au nord, par Vevčice et Hluboké Mašůvky à l'est, par Kravsko au sud et par Pavlice et Boskovštejn à l'ouest.

## Histoire
La première mention écrite de la localité date de 1327.